# Rottenschwil
Rottenschwil (gsw. Roddeschwyl) – gmina (niem. Einwohnergemeinde) w Szwajcarii, w kantonie Argowia, w okręgu Muri. Liczy 911 mieszkańców (31 grudnia 2020).